# La Serra (Cabanelles)
La Serra és una serra situada entre els municipis de Cabanelles i de Navata a la comarca de l'Alt Empordà, amb una elevació màxima de 181 metres.